# Mapa de Turim

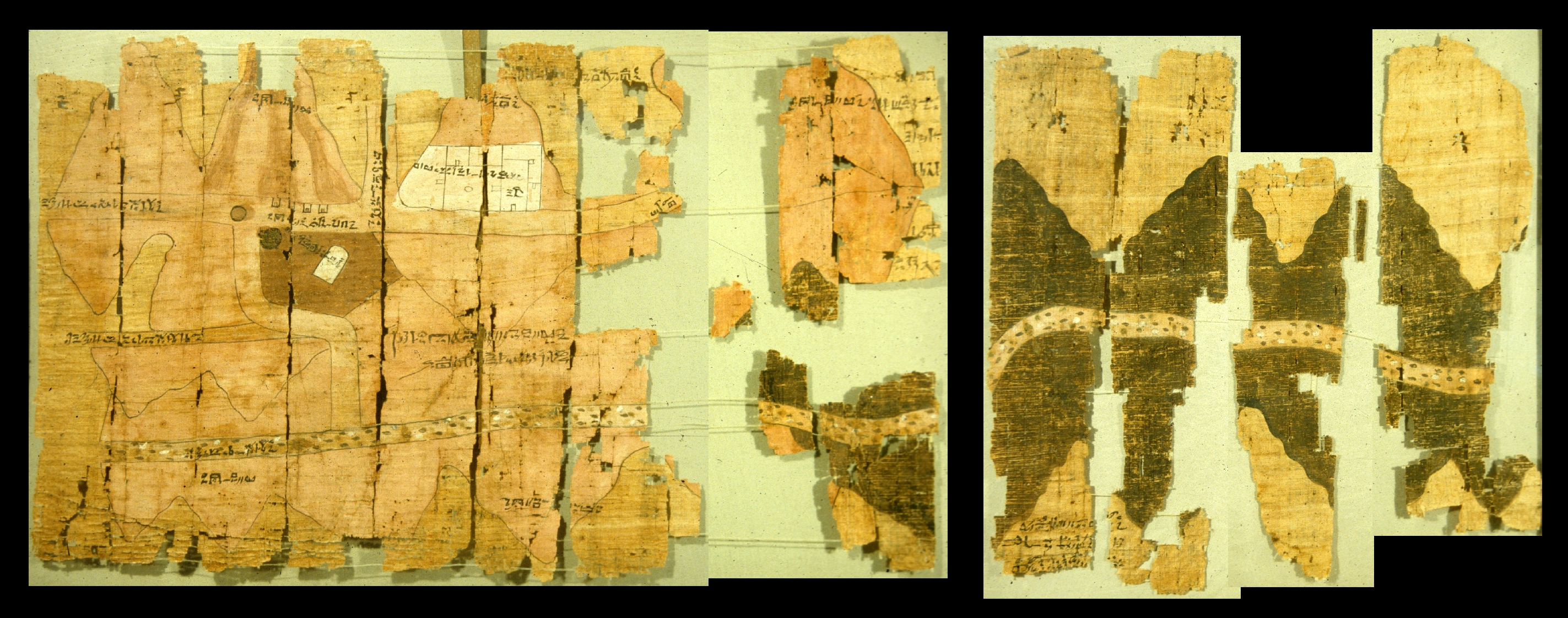
Metade esquerda do mapa de Turim, cortesia de J. Harrell

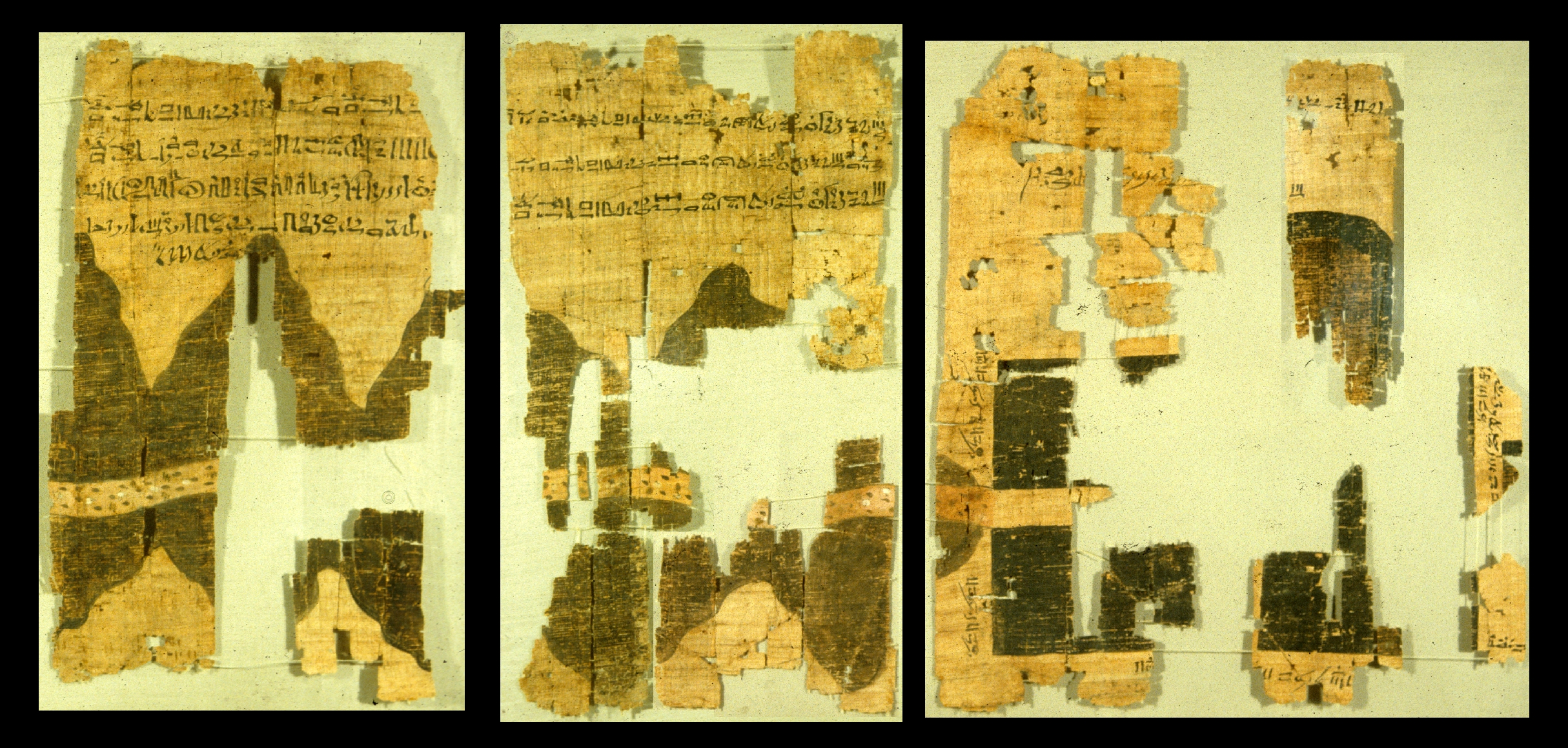
Metade direita do mapa de Turim, cortesia de J. Harrell

O mapa de Turim é um mapa do Antigo Egito, geralmente considerado o mais antigo mapa sobrevivente de interesse topográfico do mundo antigo. Ele é desenhado em um papiro supostamente descoberto em Deir Almedina em Tebas, coletado por Bernardino Drovetti (conhecido como procônsul de Napoleão) no Egito em algum momento antes de 1824 d.C e hoje preservado no Museu Egípcio de Turim. O mapa foi desenhado cerca de 1160 a.C pelo conhecido escriba do túmulo Amenaquete, filho de Ipui. Foi preparado pela expedição mineira de Ramessés IV para o Uádi Hamamate no Deserto Oriental, que revela as rochas Pré-Cambrianas do Escudo Arábico-Nubiano. O objetivo da expedição era obter blocos de pedras bekhen (arenito de metagrauvacas) para serem utilizados para estátuas do rei.